# Margaretha Cornelia Boellaard
Margaretha Cornelia Boellaard (Utrecht, 9 februari 1795 - aldaar, 5 november 1872) was een Nederlandse kunstschilder, lithograaf en kunstverzamelaar.

## Leven en werk
Boellaard werd in 1795 in Utrecht geboren als dochter van Johan Diderick Boellaard, heer van Zuilichem, en Margaretha Cornelia van Soesdijk. Haar moeder overleed zes dagen na haar geboorte in het kraambed. Boellaard behoorde tot een welgestelde familie en was verzekerd van een inkomen uit het familievermogen. Zij bekwaamde zich als kunstschilder in het schilderen van portretten, genre- en figuurvoorstellingen. Zij werd opgeleid door schilders als Christiaan van Geelen en zijn gelijknamige zoon en door Cornelis van Hardenbergh. Ook volgde zij lessen aan de Amsterdamse Koninklijke Academie voor Beeldende Kunsten. Haar werk werd in diverse Nederlandse steden geëxposeerd. In 1834 werd haar inzending naar de Academie Minerva in Groningen - Meisje met bloemen - bekroond. Boellaard was de eerste vrouwelijke schilder die toegelaten werd tot het kunstenaarsgenootschap Kunstliefde in Utrecht. Nadat haar gezichtsvermogen afnam stopte ze met schilderen en legde zij zich toe op het verzamelen van kunst. De door haar verzamelde werken stond zij regelmatig af om te worden besproken in kunstenaarsgenootschappen als Kunstliefde in Utrecht, Arti et Amicitiae in Amsterdam, Pulchri Studio in Den Haag en Pictura in Dordrecht.
Boellaard was voor haar verdiensten voor het genootschap Kunstliefde in Utrecht benoemd tot erelid. Bij testament vermaakte zij een deel van haar vermogen aan Kunstliefde. Zo verkreeg het genootschap na haar overlijden in 1872 haar woonhuis aan de Oudegracht in Utrecht, waar in 1905 een museum van werd gemaakt. Uit de huuropbrengsten van dit pand werd een fonds gevormd om noodlijdende kunstenaars ouder dan 50 jaar te ondersteunen. Met behulp van het verkregen kapitaal werd in 1984 de Boellaardprijs ingesteld, waarmee beeldend kunstenaars van 50 jaar en ouder beloond kunnen worden.
Werken van Boellaard bevinden zich onder andere in de collecties van het Centraal Museum in Utrecht, het Museum Boijmans Van Beuningen in Rotterdam en in het Westfries Museum in Hoorn.

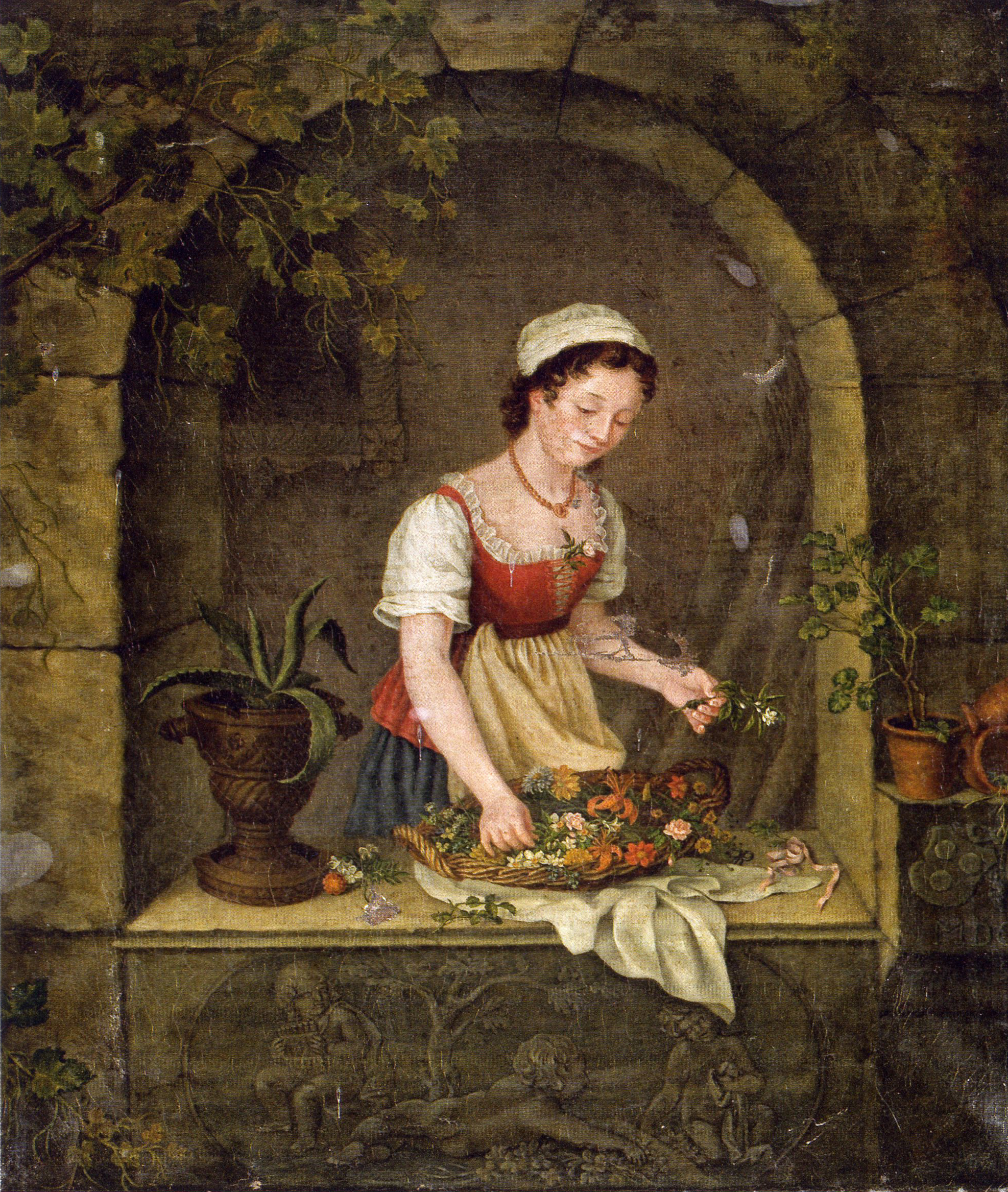
Meisje met bloemen (in 1834 bekroond op een tentoonstelling bij de Academie Minerva)
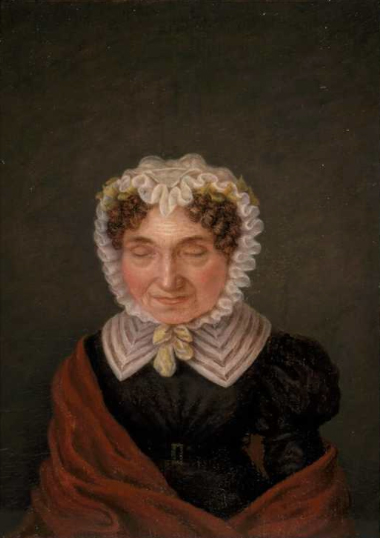
Portret van Petronella Moens (tussen 1820 en 1824)
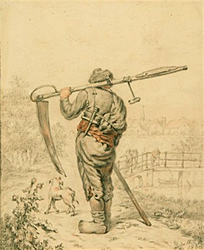
Boer met zeis en hond (1840)

- Biografisch Portaal: 39772615
- International Standard Name Identifier: 0000 0003 9114 2903
- Nederlandse Thesaurus van Auteursnamen: 06994198X
- RKD-Nederlands Instituut voor Kunstgeschiedenis: 9661
- Union List of Artist Names: 500180158
- Virtual International Authority File: 284901668
- WorldCat: E39PBJvxycb3MQCPBbXQfGF9Xd